# Desigualtat entre les mitjanes aritmètica i geomètrica
En matemàtiques, es coneix com a desigualtat entre les mitjanes aritmètica i geomètrica aquella desigualtat que estableix que la mitjana aritmètica d'un conjunt de nombres reals positius és major o igual que la mitjana geomètrica del mateix conjunt.

## Mitjana aritmètica i mitjana geomètrica
La mitjana aritmètica d'un conjunt {\displaystyle {x_{1},x_{,}\cdots ,n}\in \mathbb {R} ^{+}}, és igual a la suma dividida pel nombre total d'elements,
{\displaystyle {\frac {x_{1}+x_{2}\cdots +x_{n}}{n}}}
La mitjana geomètrica d'un conjunt {\displaystyle {x_{1},x_{,}\cdots ,n}\in \mathbb {R} ^{+}}, és igual a l'arrel n-éssima del producte de tots ells.
{\displaystyle {\sqrt[{n}]{x_{1}x_{2}\cdots x_{n}}}}

## La desigualtat
Siga 
{\displaystyle {x_{1},x_{,}\cdots ,n}\in \mathbb {R} ^{+}},
{\displaystyle {\frac {x_{1}+x_{2}\cdots +x_{n}}{n}}\geq {\sqrt[{n}]{x_{1}x_{2}\cdots x_{n}}}}
Es compleix la igualtat si i només si 
{\displaystyle {x_{1}=x_{2}=\cdots =x_{n}}}
{\displaystyle {\frac {x_{1}+x_{2}\cdots +x_{n}}{n}}={\sqrt[{n}]{x_{1}x_{2}\cdots x_{n}}}}
O sigui, només són iguals la mitjana aritmètica i la mitjana geomètrica d'un conjunt de nombres positius si tots els nombres són iguals.

## Demostració per inducció
Per a demostrar la desigualtat MA-MG, es desenvolupara pel mètode d'inducció matemàtica, demostrant que la MA-MG és certa per a 2 elements, després generalitzant-lo per a 2n elements i demostrant que si certa per a n és certa per a n+1 elements.
Siga {\displaystyle {x_{1},x_{,}\cdots ,n}\in \mathbb {R} ^{+}}, un conjunt de n elements,
Procedim a considerar el primer cas en què n=2
{\displaystyle {\frac {x_{1}+x_{2}}{2}}\geq {\sqrt[{2}]{x_{1}x_{2}}}}
{\displaystyle {\frac {(x_{1}+x_{2})^{2}}{4}}\geq x_{1}x_{2}}
{\displaystyle (x_{1}+x_{2})^{2}\geq 4x_{1}x_{2}}
{\displaystyle x_{1}^{2}+2x_{1}x_{2}+x_{2}^{2}\geq 4x_{1}x_{2}}
{\displaystyle x_{1}^{2}-2x_{1}x_{2}+x_{2}^{2}\geq 0}
{\displaystyle (x_{1}-x_{2})^{2}\geq 0}
Quedant així demostrat per a n=2, després es demostra que si és certa per a n=2 és certa per a 2n elements.
{\displaystyle {\frac {x_{1}+x_{2}\cdots +x_{2n}}{2n}}\geq {\sqrt[{2n}]{x_{1}x_{2}\cdots x_{2n}}}}
{\displaystyle {\frac {{\frac {(x_{1}+x_{2}+\cdots +x_{n+1})}{n}}+{\frac {(x_{n+1}+x_{n+2}+\cdots +x_{2n})}{n}}}{2}}\geq {\sqrt[{2}]{{\frac {(x_{1}+x_{2}+\cdots +x_{n+1})}{n}}{\frac {(x_{n+1}+x_{n+2}+\cdots +x_{2n})}{n}}}}}
Seguint la hipòtesi,
{\displaystyle {\frac {x_{1}+x_{2}\cdots +x_{n}}{n}}\geq {\sqrt[{n}]{x_{1}x_{2}\cdots x_{n}}}}
Se seguix que,
{\displaystyle {\frac {{\frac {(x_{1}+x_{2}+\cdots +x_{n+1})}{n}}+{\frac {(x_{n+1}+x_{n+2}+\cdots +x_{2n})}{n}}}{2}}\geq {\sqrt[{2}]{{\sqrt[{n}]{(x_{1}x_{2}\cdots x_{n+1})}}{\sqrt[{n}]{(x_{n+1}x_{n+2}\cdots x_{2n})}}}}}
Sent açò igual a,
{\displaystyle {\frac {x_{1}+x_{2}\cdots +x_{2n}}{2n}}\geq {\sqrt[{2n}]{x_{1}x_{2}\cdots x_{2n}}}}
Quedant així demostrat que si és cert per a 2 elements és cert per a 2n elements.
Ara procedim a demostrar que si és certa per a n elements és certa per a n-1 elements, 
Sea {\displaystyle {x_{1},x_{,}\cdots ,{n-1}}\in \mathbb {R} ^{+}} y {\displaystyle {\frac {x_{1}+x_{2}\cdots +x_{n-1}}{n-1}}}
Es considera la desigualtat de tots els elements esmentats,
{\displaystyle {\frac {x_{1}+x_{2}+\cdots x_{n-1}+{\frac {x_{1}+x_{2}\cdots +x_{n-1}}{n-1}}}{n}}\geq {\sqrt[{n}]{x_{1}x_{2}\cdots x_{n-1}{\frac {x_{1}+x_{2}\cdots +x_{n-1}}{n-1}}}}}
{\displaystyle {\frac {(n-1)x_{1}+(n-1)x_{2}+\cdots +(n-1)x_{n-1}+x_{1}+x_{2}\cdots +x_{n-1}}{(n-1)n}}\geq {\sqrt[{n}]{x_{1}x_{2}\cdots x_{n-1}}}{\sqrt[{n}]{\frac {x_{1}+x_{2}\cdots +x_{n-1}}{n-1}}}}
{\displaystyle {\frac {nx_{1}+nx_{2}+\cdots +nx_{n-1}}{(n-1)n}}\geq {\sqrt[{n}]{x_{1}x_{2}\cdots x_{n-1}}}{\sqrt[{n}]{\frac {x_{1}+x_{2}\cdots +x_{n-1}}{n-1}}}}
{\displaystyle {\frac {x_{1}+x_{2}+\cdots +x_{n-1}}{n-1}}\geq {\sqrt[{n}]{x_{1}x_{2}\cdots x_{n-1}}}{\sqrt[{n}]{\frac {x_{1}+x_{2}\cdots +x_{n-1}}{n-1}}}}
{\displaystyle ({\frac {x_{1}+x_{2}+\cdots +x_{n-1}}{n-1}})^{\frac {n-1}{n}}\geq ({x_{1}x_{2}\cdots x_{n-1}})^{\frac {1}{n}}}
{\displaystyle ({\frac {x_{1}+x_{2}+\cdots +x_{n-1}}{n-1}})^{\frac {n-1}{1}}\geq ({x_{1}x_{2}\cdots x_{n-1}})}
Fent arrel (n-1)-èsima se seguix,
{\displaystyle ({\frac {x_{1}+x_{2}+\cdots +x_{n-1}}{n-1}})\geq ({x_{1}x_{2}\cdots x_{n-1}})^{\frac {1}{^{n}-1}}}
Quedant així demostrat pel mètode inductiu, la veracitat de la desigualtat MA-MG.
{\displaystyle {\frac {x_{1}+x_{2}\cdots +x_{n}}{n}}\geq {\sqrt[{n}]{x_{1}x_{2}\cdots x_{n}}},\forall n\in \mathbb {N} } Q.E.D.